# Port des Minimes
Pour les articles homonymes, voir Minimes.
Le port des Minimes de la pointe des Minimes de La Rochelle en Charente-Maritime, est le plus important des 3 ports du port de plaisance La Rochelle (des ports de La Rochelle) créé en 1972, avec 4 700 places d’amarrage, par expansion du Vieux-Port de La Rochelle. 

## Présentation
Le port de plaisance La Rochelle est réparti en 3 ports, avec le Vieux-Port de La Rochelle (320 places), ce port des Minimes (du quartier de Minimes, et de la pointe des Minimes de La Rochelle) et le Port-Neuf (65 places),. Avec plus de 4 700 places d’amarrage à flot, dont 300 places visiteurs, et 15 km de pontons, répartis sur plus de 70 hectares, il est depuis sa construction un des plus grands ports de plaisance d'Europe et du monde,. 

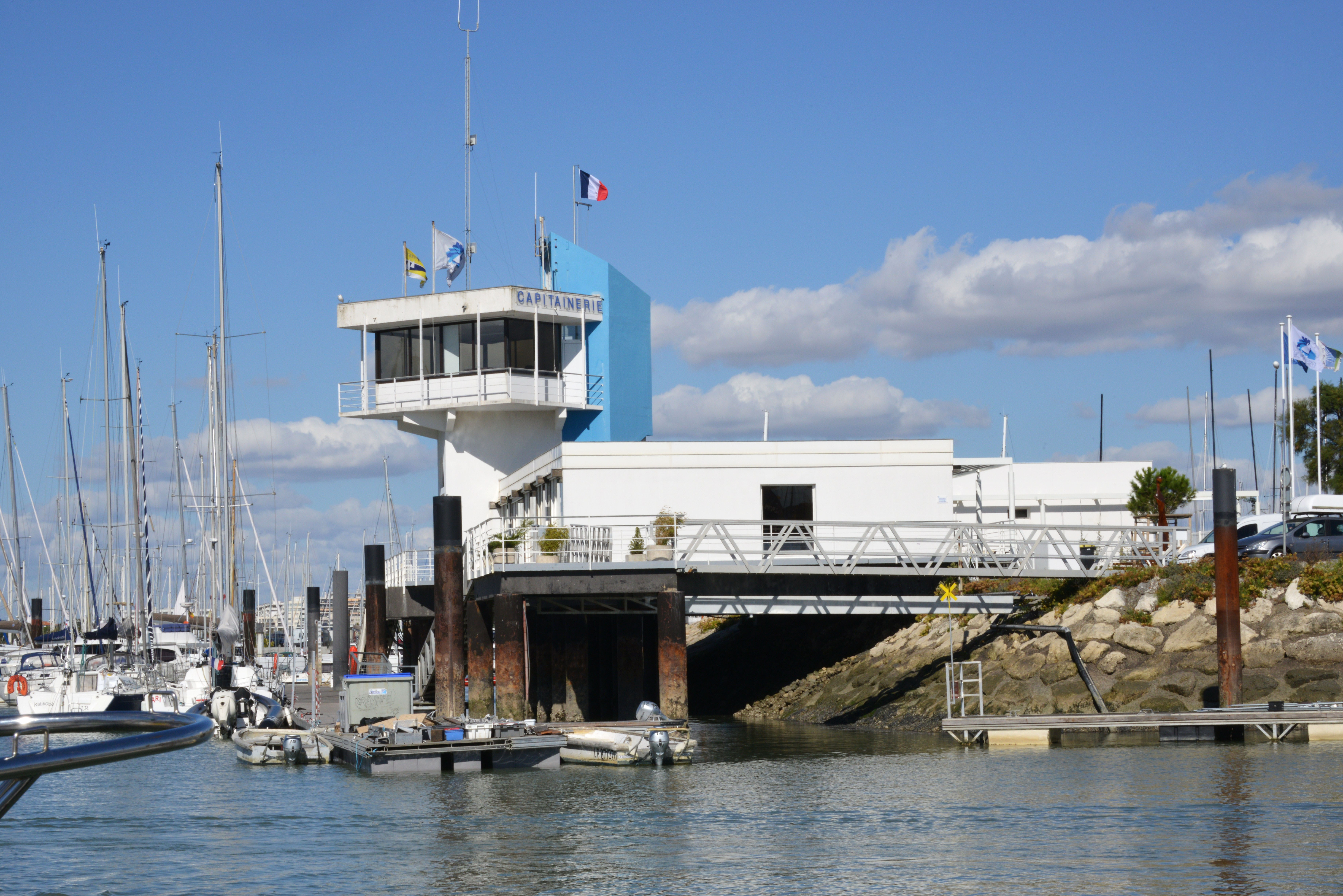
La capitainerie.
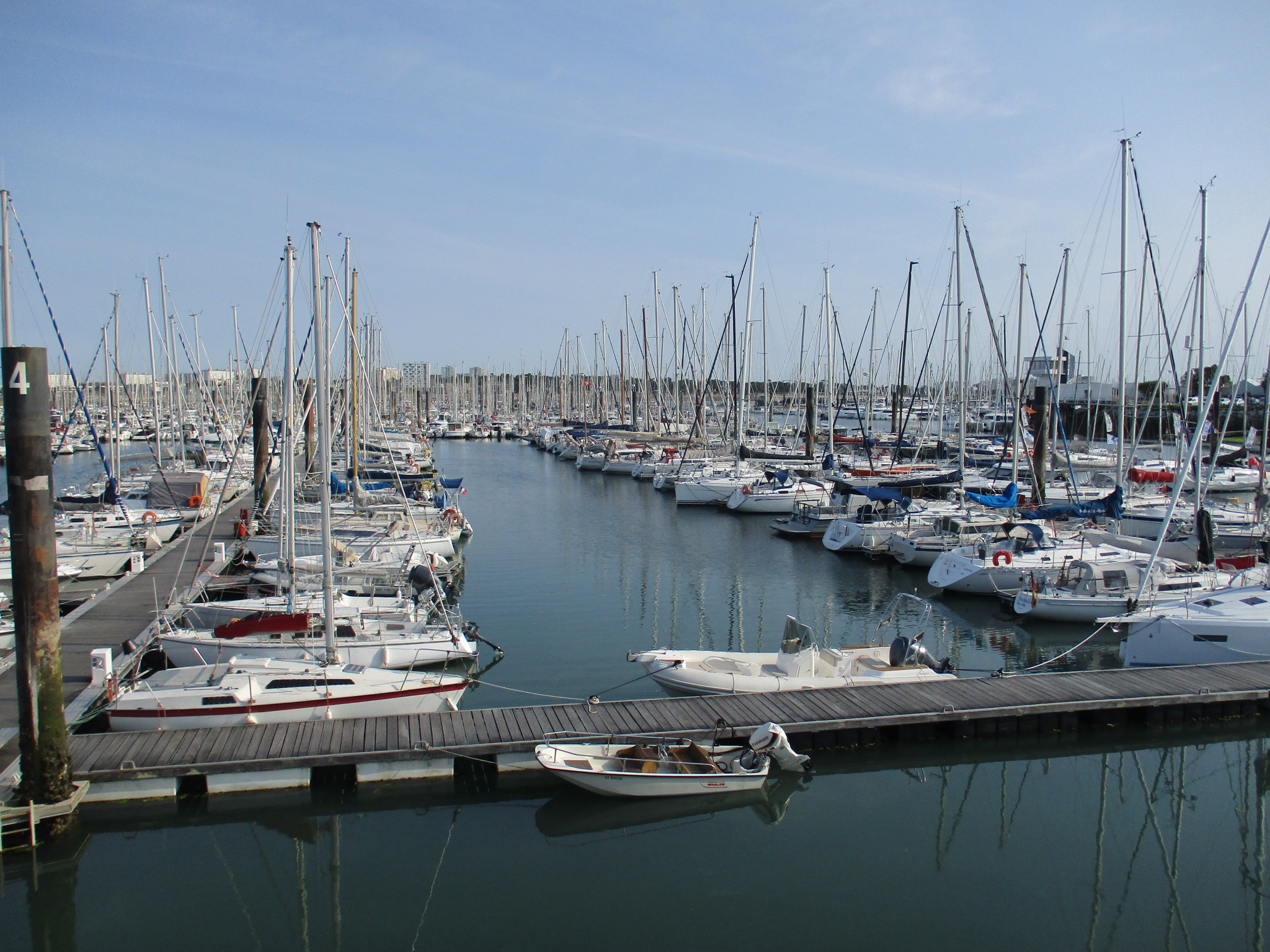

Ces trois ports de plaisance sont gérés par la Régie municipale du port de plaisance de La Rochelle, renommée Régie communautaire du port de plaisance de La Rochelle, de la communauté d'agglomération de La Rochelle, à la suite de la loi NOTRe de 2015.
Un agrandissement du port des Minimes de 1100 places supplémentaires est inauguré et mis en service en 2014, pour réduire les délais d'attente d'amarrage de bateau à l'année.

## Approche nautique
L'entrée du chenal maritime du port des Minimes et du Vieux-Port de La Rochelle est repérée et signalée par les  phares de La Rochelle, dont le phare du Bout du Monde, au large de la plage des Minimes et du cap de la pointe des Minimes, et par la tour de Richelieu de l'ancienne digue de Richelieu. 

## Capacités
Le port des Minimes est niché dans la baie naturelle de La Rochelle, entre le Vieux-Port de La Rochelle et la pointe des Minimes. Il se compose de quatre bassins (Lazaret, Marillac, Bout-Blanc et Tamaris), avec : 
- Capitainerie
- 4 700 places d’amarrage[11]( + environ 320 places du Vieux-Port de La Rochelle et 65 places au Port-Neuf)
- Locations de bateaux
- Navettes de bateau-bus
- Pratiques de tous les loisirs nautiques
- Écoles de voile - Pôle France Voile
- Plage des Minimes
- Bars, restaurants, commerces et parkings de marina
- Zone de stationnement à terre pour les monotypes de sport
- Zone artisanale à terre (levage jusqu'à 150 tonnes) et 160 entreprises spécialisées du nautisme[12].

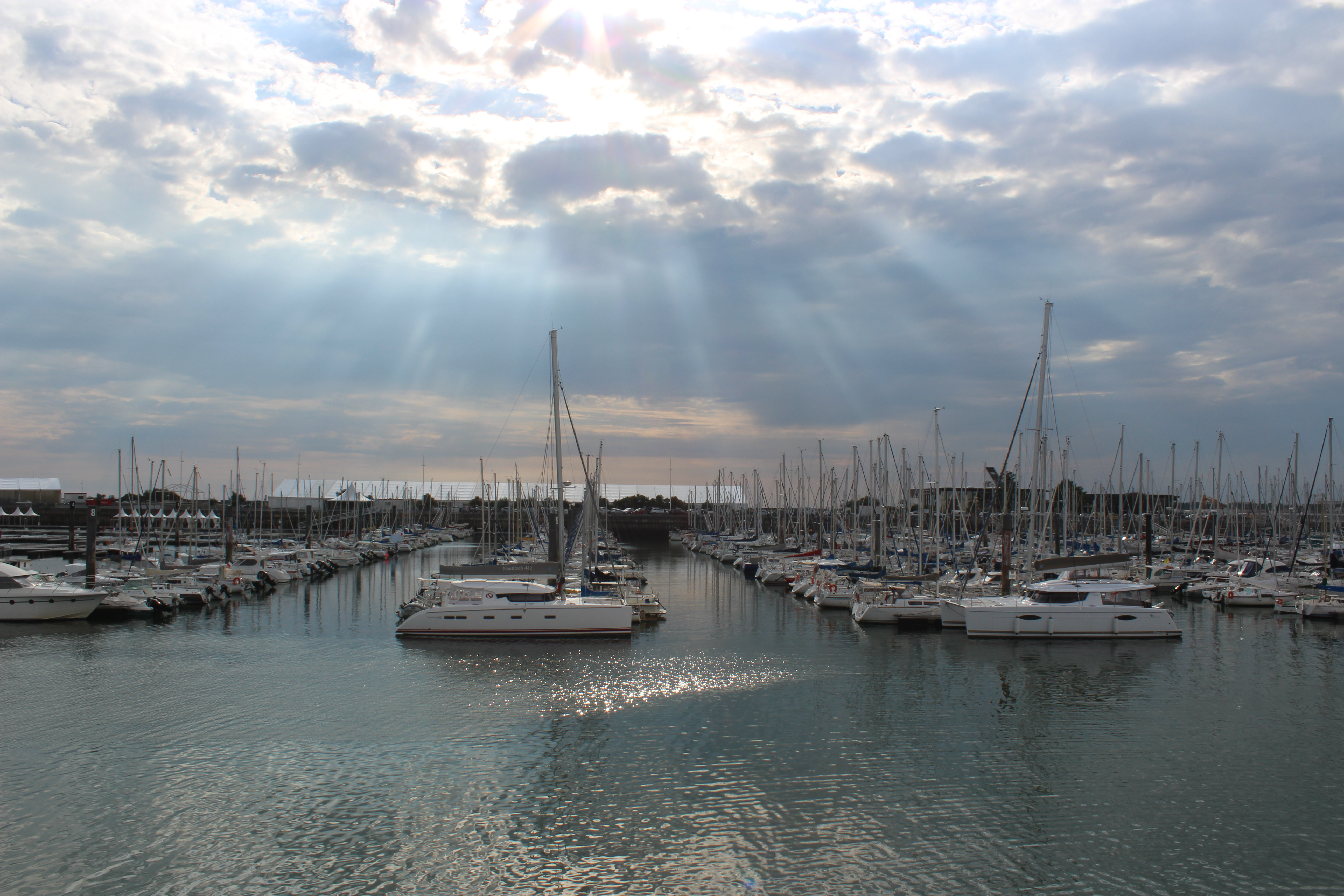
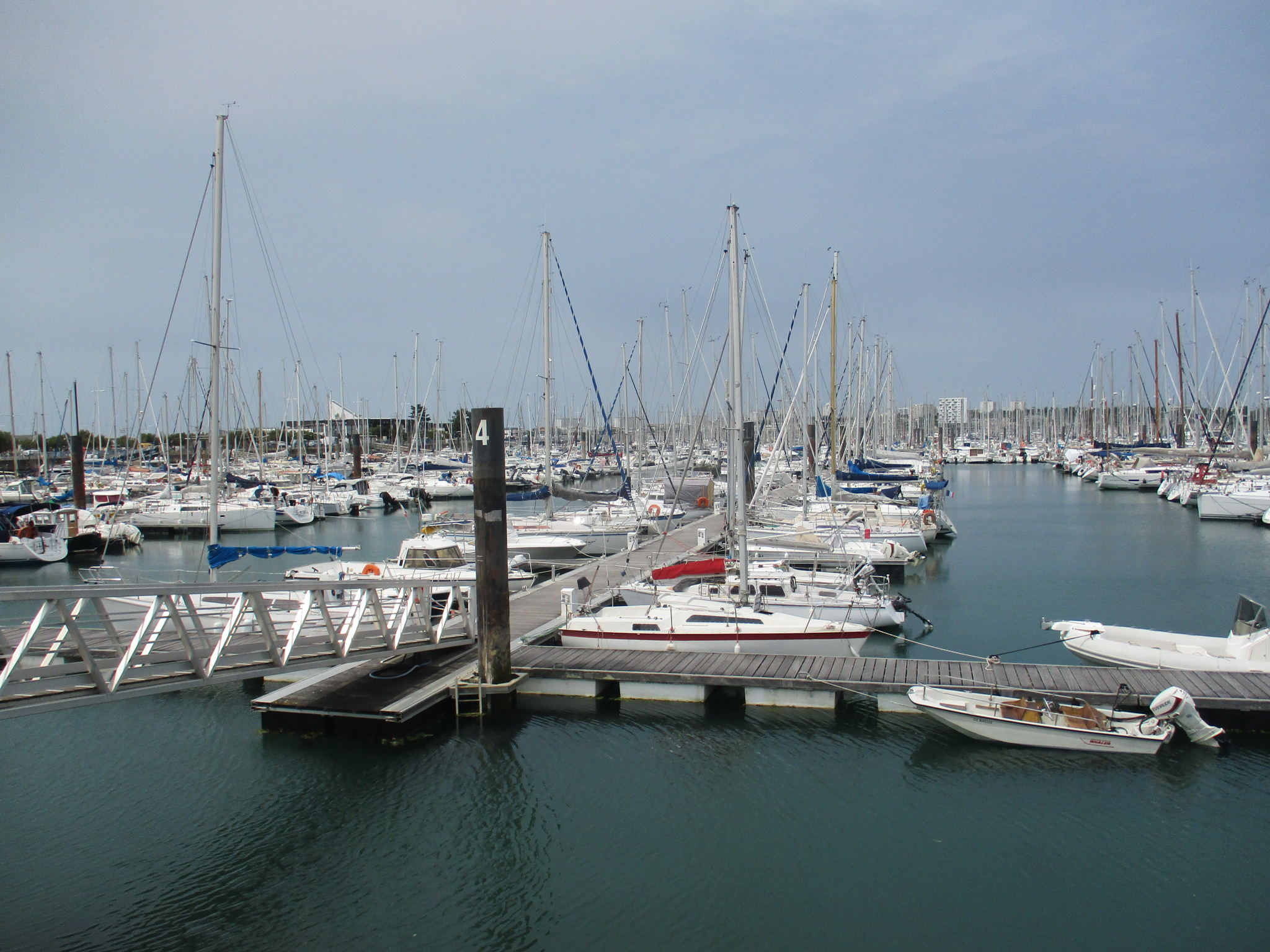
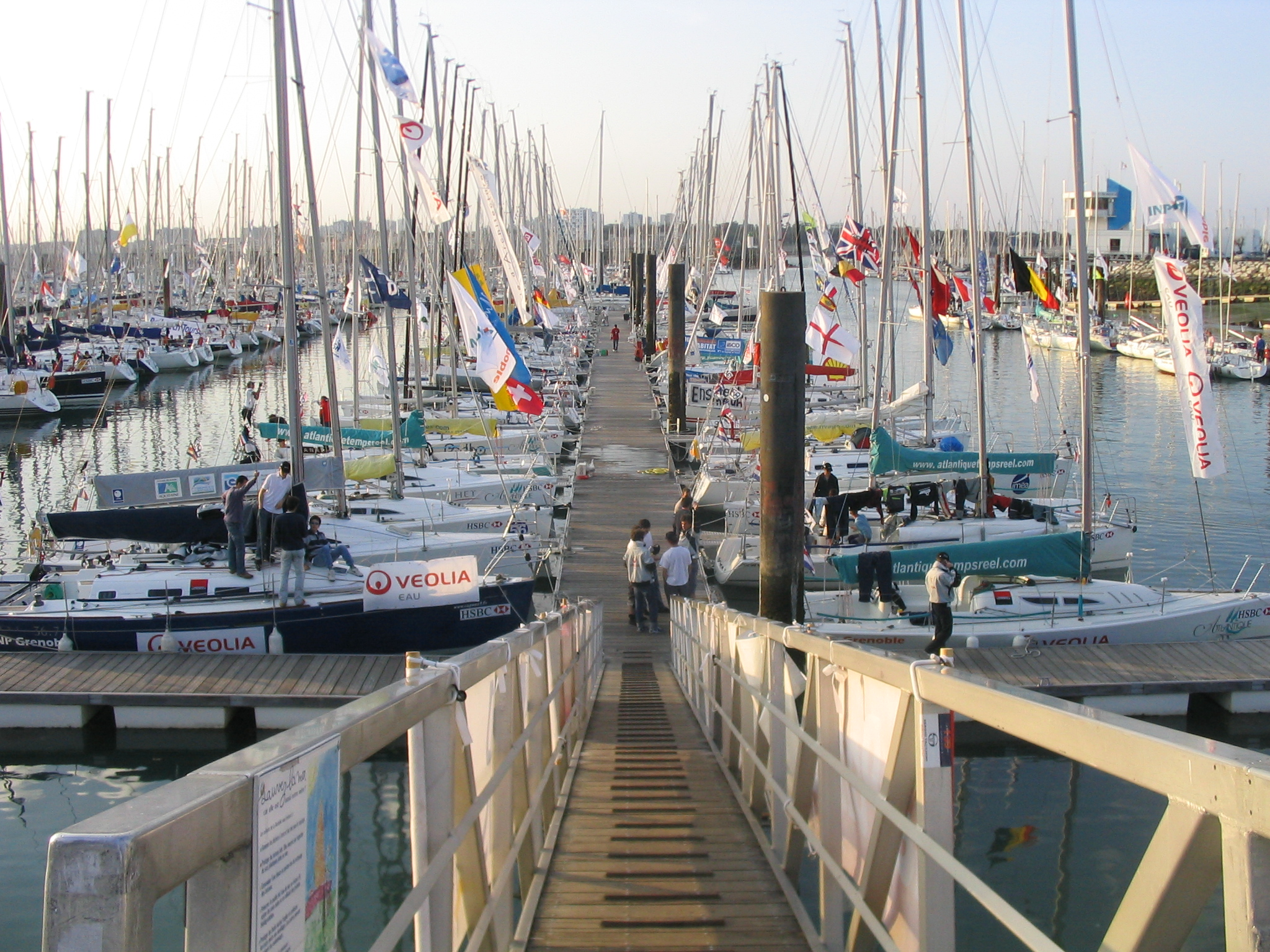
Course Croisière EDHEC.
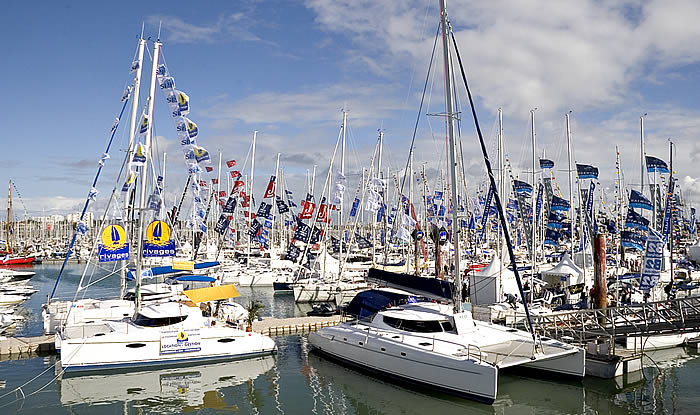
Le Grand Pavois de La Rochelle, un des grands salons nautiques français.
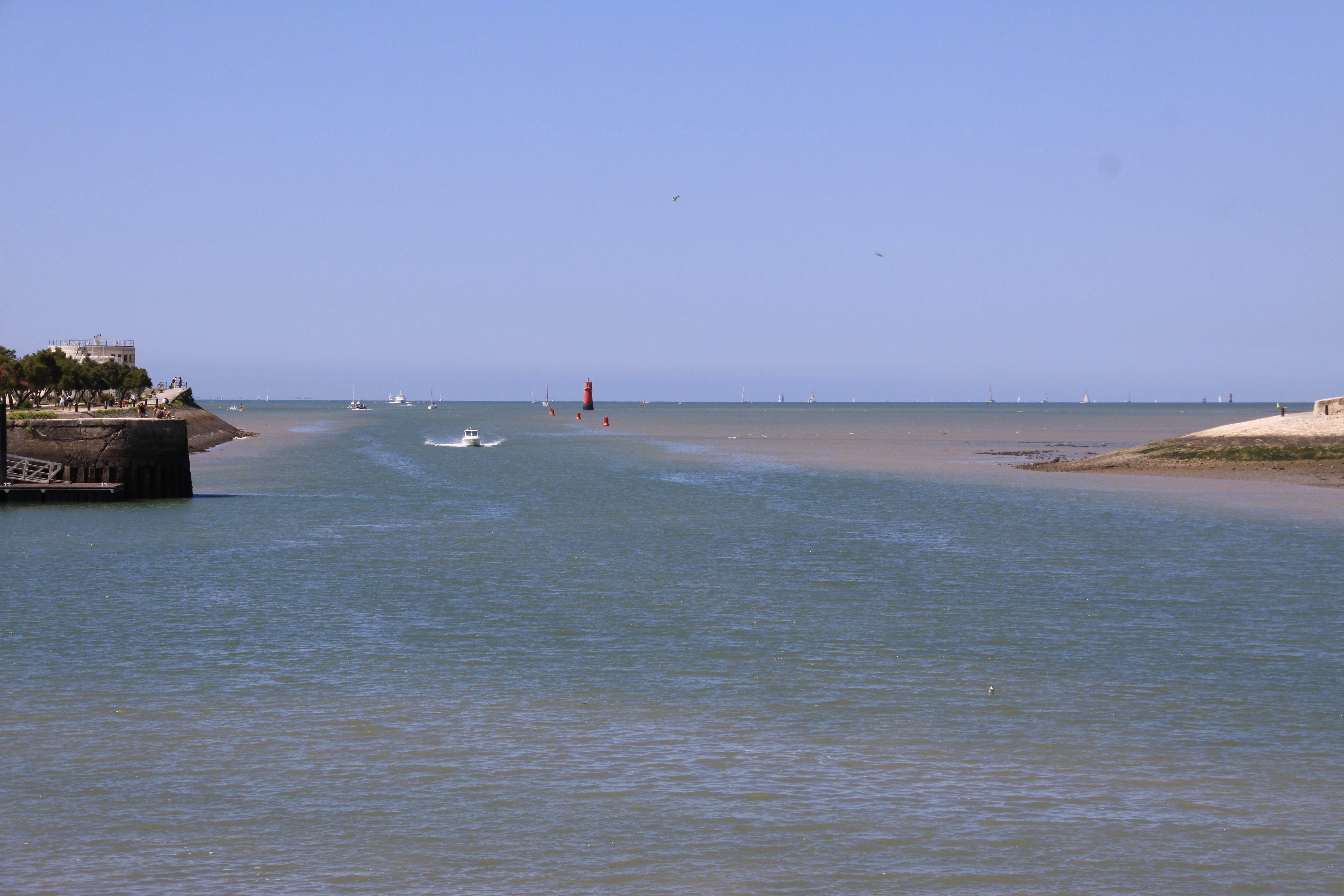
Le chenal maritime d'accès.
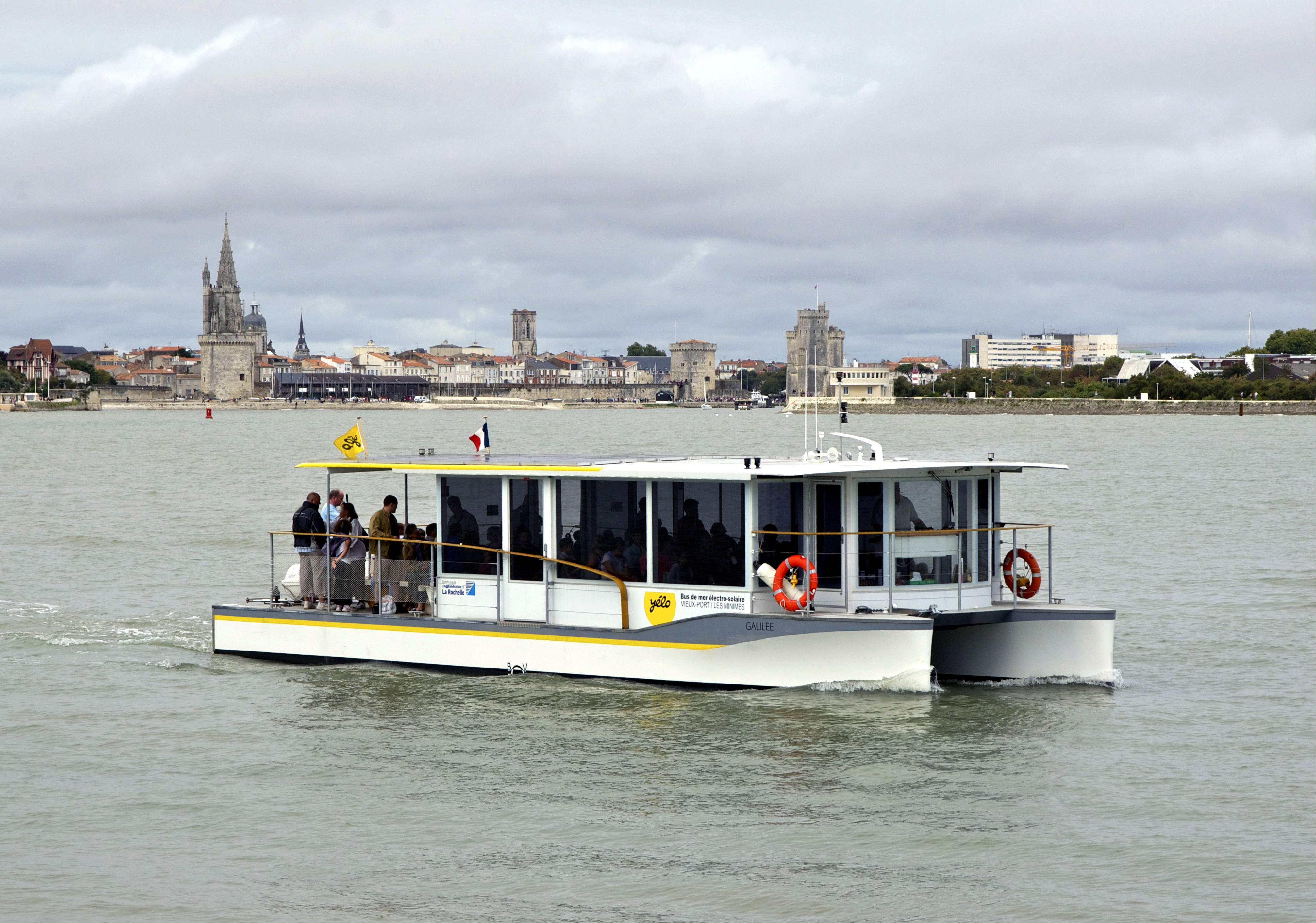
Bateau-bus électro solaire.
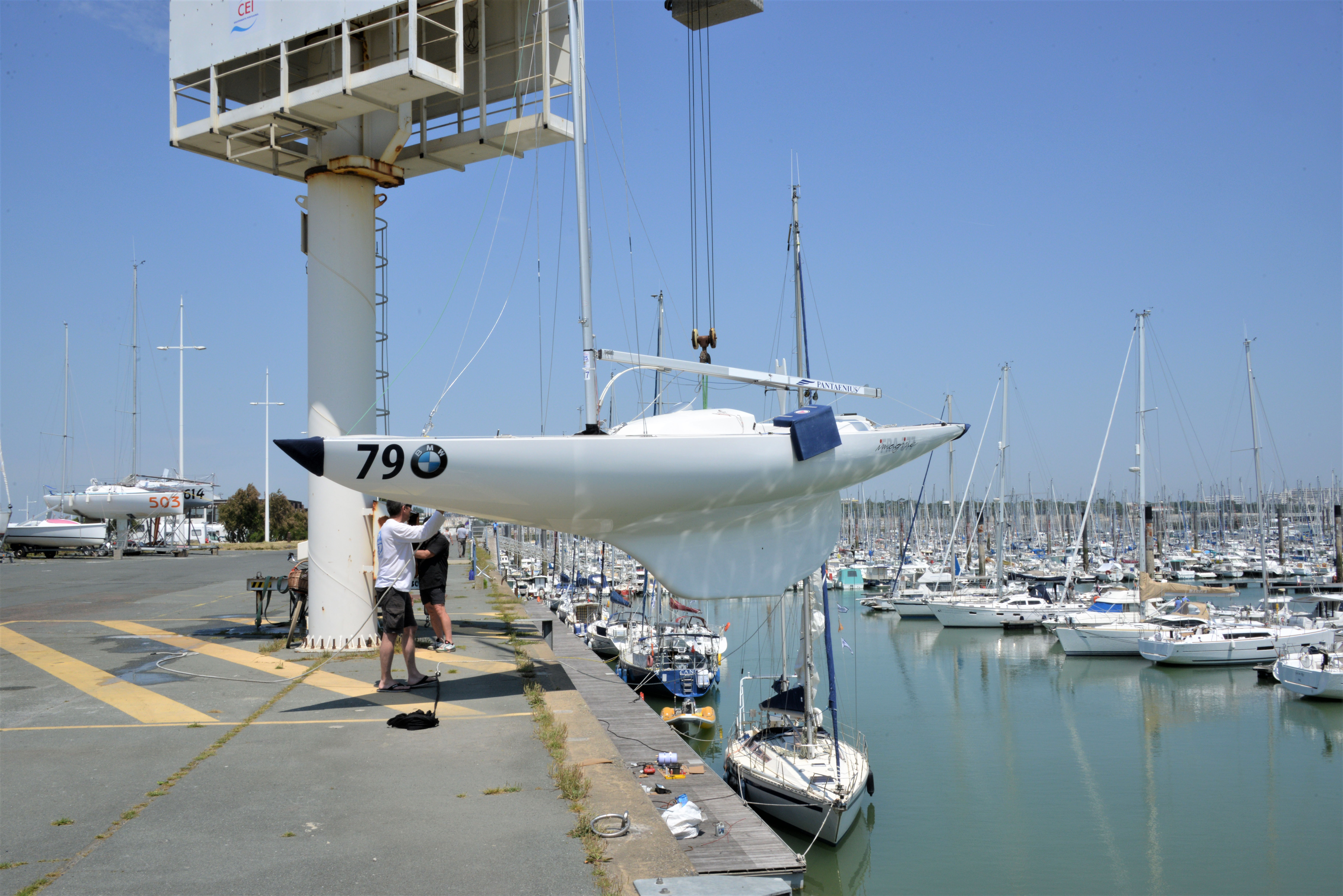
Grue de levage d'un dragon.
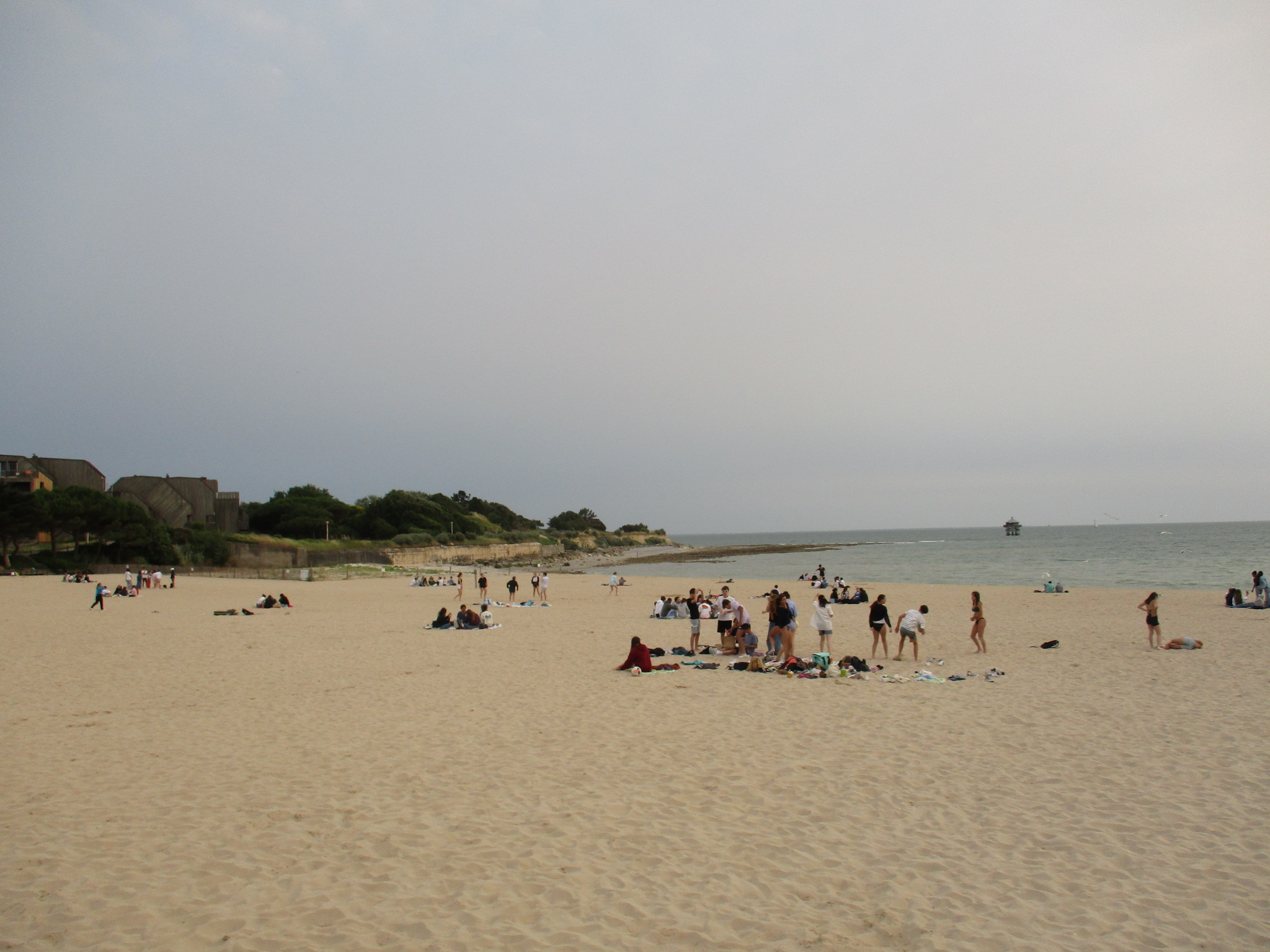
La plage des Minimes, la pointe des Minimes, et le phare du Bout du Monde.

## Evènements

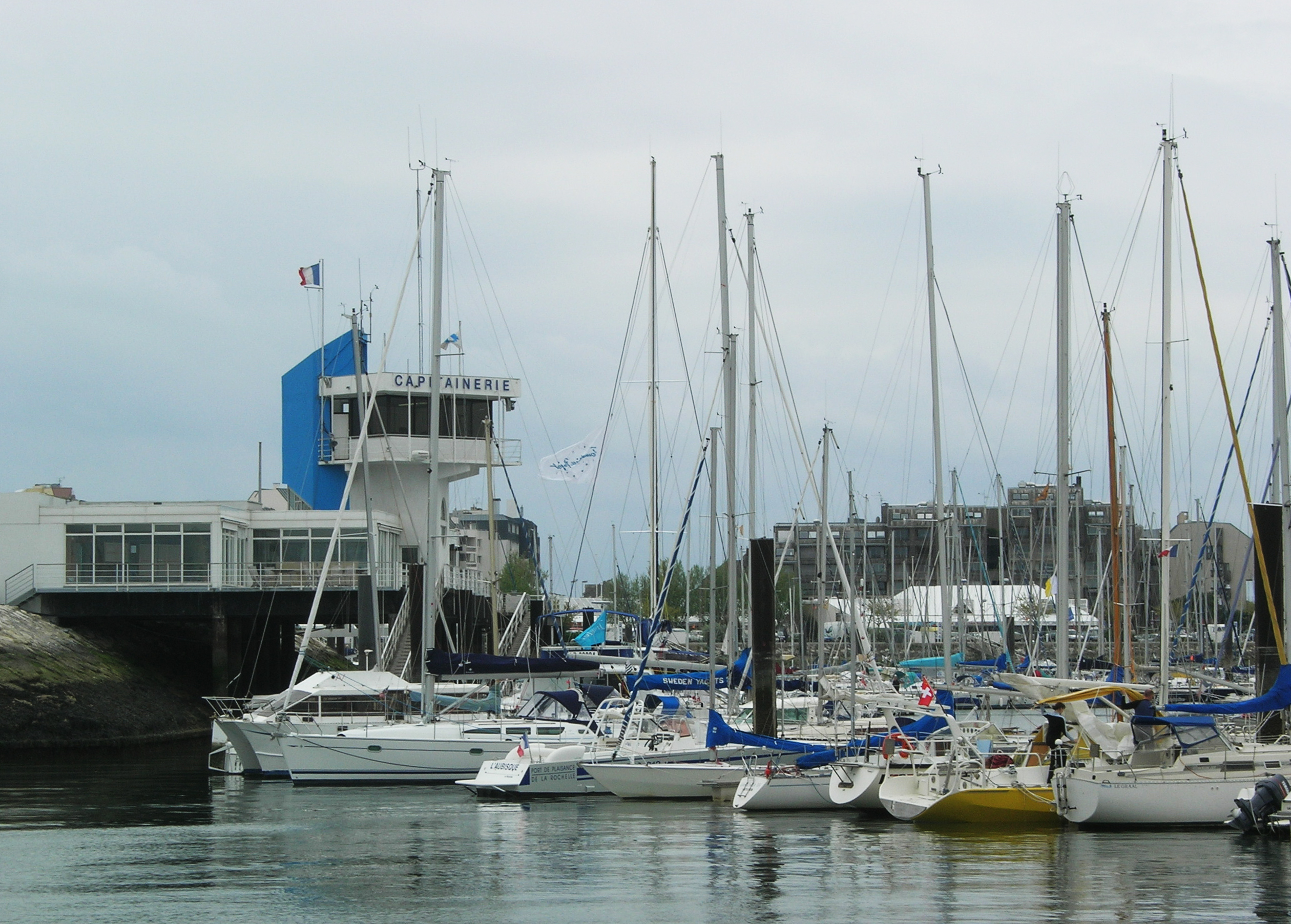
Les Minimes.

Chaque année, plus de 100 manifestations nautiques ont pour cadre le port de plaisance des Minimes ou la baie de La Rochelle, dont : 
Le Grand Pavois de La Rochelle, salon nautique international à flot  du port de plaisance La Rochelle, depuis 1973, en septembre, avec environ 750 bateaux exposés à flot et à terre, et plus de 70 000 visiteurs passionnés de la mer.